# Hubertella
Genre
Synonymes
- Hubertia Georgescu, 1977 nec Robineau-Desvoidy 1863

Hubertella est un genre d'araignées aranéomorphes de la famille des Linyphiidae.

## Distribution
Les espèces de ce genre sont endémiques du Népal.

## Liste des espèces
Selon World Spider Catalog (version 20.0, 01/04/2019) :
- Hubertella montana Tanasevitch, 2019
- Hubertella orientalis (Georgescu, 1977)
- Hubertella thankurensis (Wunderlich, 1983)

## Étymologie
Ce genre est nommé en l'honneur de Michel Hubert.

## Publications originales
- Georgescu, 1977 : La description d'un nouveau genre d'araignée de Népal, Hubertia orientalis n.g., n.sp. (Micryphantidae). Travaux de l'Institut de spéologie Emile Racovitza, vol. 16, p. 71-75.
- Platnick, 1989 : Advances in Spider Taxonomy 1981-1987: A Supplement to Brignoli’s A Catalogue of the Araneae described between 1940 and 1981. Manchester University Press, p. 1-673.